# Libyan Stock Market

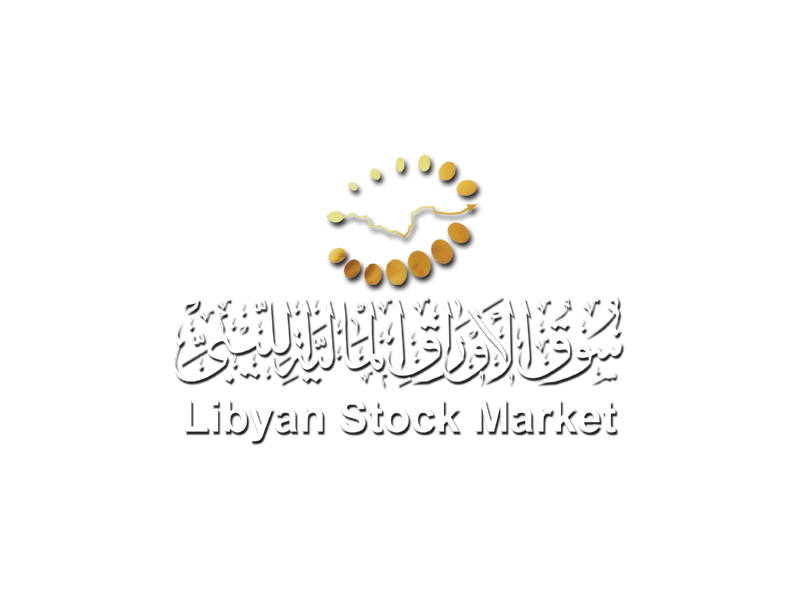
Logo

Die Libyan Stock Market (LSM; arabisch سوق المال الليبي, DMG Sūq al-Māl al-lībī) ist eine Wertpapierbörse in Libyen und wurde im März 2007 in Tripolis offiziell eröffnet.

## Geschichte
Der Libyan Stock Market (LSM) wurde durch Beschluss Nr. (134) des Allgemeinen Volkskomitees (GPCO) am 3. Juni 2006 zur Gründung einer Aktiengesellschaft mit einem Kapital von 20 Millionen libyschen Dinar, aufgeteilt in 2 Millionen Aktien mit einem Nennwert von 10 LD pro Aktie. Die erste Phase konzentrierte sich auf die Einführung finanzieller Definitionen und Regeln, die Durchführung mehrerer Kurse und eine Reihe von Vereinbarungen mit der Amman Stock Exchange und der Cairo & Alexandria Stock Exchange sowie der Egyptian Company for Clearance and Deposit.
Zu den börsennotierten Wertpapieren gehören die National Mills and Fodder Company, die United Insurance Company, die Bank of Deserts und die Libyan Insurance Company, die Sahari Bank und die Hay Alandalus Domestic Bank. Das Zeichnungsvolumen am 2. Juli 2007 betrug insgesamt 49539 Aktien, mit einem Gesamtwert von 346.773 LD. Mit Stand 2014 waren 10 Unternehmen in der LSM gelistet.
Eine Kooperationsvereinbarung wurde am 18. Oktober 2007 vom Verwaltungsvorsitzenden und Generaldirektor des Ausschusses für den libyschen Börsenmarkt und dem Direktor der London Stock Exchange unterzeichnet. Die Vereinbarung sah die Ausbildung von Teams der libyschen Börse in Tripolis und in London vor, um sie für die Führung des Börsenbetriebs zu befähigen. Darüber hinaus sollte es regelmäßige Überprüfungen der libyschen Vorschriften und Systeme geben, um sie von Zeit zu Zeit zu modernisieren, sowie Seminare und Konferenzen, die von der Londoner Börse organisiert werden. 
Im Februar 2011 wurde der libysche Aktienmarkt nach dem Ausbruch des libyschen Bürgerkriegs geschlossen. Die Wiedereröffnung erfolgte am 15. März 2012.
Von 2014 bis 2023 war die Börse über neun Jahre geschlossen aufgrund der politischen Situation im Land.